# 2006년 한국바둑리그
2006년 한국바둑리그는 2006년 4월 20일부터 12월 17일까지 열린 한국바둑리그의 세 번째 시즌이다. 국민은행이 대회 후원을 했으며 KIXX가 우승을 차지하였다. 이 대회는 각 장별로 고정되어 진행되는 제도에서 매 경기마다 엔트리를 제출하는 오더제가 도입되었고 한 팀당 팀원이 5명으로 증가하였다. 그리고 연고지 팬들을 위한 지방투어가 첫 실시 되었다

## 선수단
| 출전팀 | 대전 신성건설 | 경기 한게임 | 서울 제일화재 | 부산 파크랜드 | 경북퓨 월드메르디앙 | 인천 매일유업 | 광주 KIXX | 대구 영남일보 |
| 감독   | 장주주        | 정수현      | 이홍열        | 이기섭        | 장수영              | 양상국        | 백성호    | 문용직        |
| ------ | ------------- | ----------- | ------------- | ------------- | ------------------- | ------------- | --------- | ------------- |
| 1      | 안조영        | 이영구      | 이세돌        | 조훈현        | 조한승              | 이창호        | 최철한    | 박영훈        |
| 2      | 목진석        | 원성진      | 송태곤        | 강동윤        | 유창혁              | 고근태        | 박정상    | 이희성        |
| 3      | 김승준        | 김성룡      | 안달훈        | 서건우        | 윤준상              | 류재형        | 홍민표    | 김형우        |
| 4      | 루이나이웨이  | 김영삼      | 김혜민        | 오규철        | 김만수              | 김영환        | 이재웅    | 윤성현        |
| 5      | 양재호        | 온소진      | 김지석        | 김주호        | 이정우              | 홍성지        | 최원용    | 허영호        |

## 리그 순위
| 순위 | 팀               | 경기 | 승 | 무 | 패 | 승수 |
| ---- | ---------------- | ---- | -- | -- | -- | ---- |
| 1    | KIXX             | 14   | 7  | 5  | 2  | 33   |
| 2    | 월드메르디앙     | 14   | 6  | 6  | 2  | 32   |
| 3    | 한게임           | 14   | 6  | 5  | 3  | 32   |
| 4    | 제일화재해상보험 | 14   | 3  | 7  | 4  | 28   |
| 5    | 파크랜드         | 14   | 2  | 9  | 3  | 26   |
| 6    | 신성건설         | 14   | 3  | 5  | 6  | 24   |
| 7    | 매일유업         | 14   | 1  | 10 | 3  | 25   |
| 8    | 영남일보         | 14   | 1  | 7  | 6  | 24   |

## 포스트시즌
| 1            | KIXX             | 2승 0패 (승수 6) - 한게임 |
| 우승         |                  |                           |
| 2            | 한게임           | 0승 2패 (승수 2) - KIXX   |
| 준우승       |                  |                           |
| 3            | 월드메르디앙     | 2승 3패 - 한게임          |
| 플레이오프   |                  |                           |
| 4            | 제일화재해상보험 | 2승 3패 - 한게임          |
| 준플레이오프 |                  |                           |